# Новострой (Астраханська область)
Новострой  (рос. Новострой) — селище у Єнотаєвському районі Астраханської області Російської Федерації.
Населення становить 406 осіб (2010). Входить до складу муніципального утворення Зам'янська сільрада.

## Історія
Населений пункт розташований на території українського етнічного та культурного краю Жовтий Клин. Від 1925 року належить до Єнотаєвського району.
Згідно із законом від 6 серпня 2004 року органом місцевого самоврядування є Зам'янська сільрада.

## Населення
| 2002 | 2010 |
| ---- | ---- |
| 393  | ↗406 |